# Crenicichla alta
Crenicichla alta är en fiskart som beskrevs av Eigenmann 1912. Crenicichla alta ingår i släktet Crenicichla och familjen Cichlidae. Inga underarter finns listade i Catalogue of Life.